# Dikome (Bamusso)
Pour les articles homonymes, voir Dikome.
Dikome ou Dikeme est une localité du Cameroun, située dans l'arrondissement de Bamusso, le département du Ndian et la Région du Sud-Ouest.

## Population
Lors du recensement national de 2005, Dikome comptait 660 habitants, principalement des Oroko.